# 馬特·佩里肖
馬修·亞倫·佩里肖（英語：Matthew Alan Perisho，1975年6月8日—），為美國的棒球選手之一，曾經於2008年到2009年兩個球季效力於中華職棒兄弟象，中文登錄名為「麥特」，守備位置為投手。

## 經歷
- 美國職棒加州天使隊（新人聯盟～大聯盟）（1993年～1997年）
- 美國職棒德州遊騎兵隊（小聯盟２Ａ～大聯盟）（1998年～2000年）
- 美國職棒底特律老虎隊（小聯盟３Ａ～大聯盟）（2001年～2002年）
- 美國職棒坦帕灣魔鬼魚隊（小聯盟３Ａ）（2003年）
- 美國職棒亞利桑那響尾蛇隊（小聯盟３Ａ）（2003年）
- 美國職棒科羅拉多落磯隊（小聯盟３Ａ）（2003年）
- 美國職棒佛羅里達馬林魚隊（大聯盟）（2004年）
- 美國職棒波士頓紅襪隊（小聯盟３Ａ～大聯盟）（2005年）
- 美國職棒佛羅里達馬林魚隊（小聯盟３Ａ～大聯盟）（2005年）
- 美國職棒聖路易紅雀隊（小聯盟３Ａ）（2006年）
- 美國職棒獨立聯盟大西洋聯盟康乃迪克州橋港隊（2007年）
- 墨西哥聯盟Tecolotes de Nuevo Laredo（2008年）

- 中華職棒兄弟象隊（2008年8月28日～2009年）

## 職棒生涯成績

### 墨西哥聯盟
| 年度 | Team | League | W | L | ERA  | G  | GS | CG | SHO | SV | IP    | H   | R  | ER | HR | BB | SO | GO/AO | AVG  |
| 2008 | LAR  | MEX    | 6 | 8 | 3.93 | 22 | 22 | 0  | 0   | 0  | 128.1 | 121 | 58 | 56 | 8  | 53 | 90 | 1.50  | .256 |

### 中華職棒
- (粗黑體字為該年度最佳或最高成績)

| 年度 | 球隊   | 出賽 | 先發 | 勝投 | 敗投 | 完投 | 完封 | 救援 | 中繼 | 奪三振 | 四死 | 投球局數 | 責失 | 防禦率 | 被上壘率 |
| ---- | ------ | ---- | ---- | ---- | ---- | ---- | ---- | ---- | ---- | ------ | ---- | -------- | ---- | ------ | -------- |
| 2008 | 兄弟象 | 15   | 0    | 1    | 0    | 0    | 0    | 1    | 5    | 17     | 2    | 18.0     | 2    | 1.00   | 0.72     |
| 2009 | 兄弟象 | 60   | 0    | 4    | 1    | 0    | 0    | 1    | 23   | 66     | 18   | 53.2     | 19   | 3.19   | 1.29     |
| 合計 | 2年    | 75   | 0    | 5    | 1    | 0    | 0    | 2    | 28   | 83     | 20   | 71.2     | 21   | 2.64   | 1.14     |

## 特殊事蹟
- 2008年
  - 兄弟象隊本季第四位使用背號「34」的球員（前三位分別是史帝夫、凱斯和阿布多，相繼解約）。
  - 8月29日首度登板對決統一7-ELEVEn獅隊，即以左膝快速彎曲後強蹬，造成跨張的且快速的身體旋轉姿勢，僅使用尚稱普通的速球即具有壓迫感並壓制對方打線，吸引了轉播單位的注意。

## 外部連結
- 馬特·佩里肖在台灣棒球維基館上的頁面（繁體中文）
- 馬特·佩里肖在美國職棒（英语）
- 馬特·佩里肖在中華職棒
- 馬特·佩里肖在Baseball-Reference.com（大聯盟）（英语）
- 馬特·佩里肖在Baseball-Reference.com（小聯盟以及海外聯盟）（英语）
- 馬特·佩里肖在ESPN（MLB）（英语）
- 馬特·佩里肖在The Baseball Cube（英语）

| 前任： 沈柏蒼 | 中華職棒中繼王 2009年 | 繼任： 曾兆豪 |